# Cirillo di Alessandria
Cirillo di Alessandria (Teodosia d'Egitto, 370 circa – Alessandria d'Egitto, 27 giugno 444) fu il quindicesimo papa della Chiesa copta (massima carica del patriarcato di Alessandria d'Egitto) dal 412 fino alla sua morte. La Chiesa cattolica e le Chiese ortodosse lo venerano come santo.
Come teologo, fu coinvolto nelle dispute cristologiche che infiammarono la sua epoca. Si oppose a Nestorio durante il concilio di Efeso del 431 (del quale fu la figura centrale). In tale ambito, per contrastare Nestorio (che negava la maternità divina di Maria), sviluppò una teoria dell'Incarnazione che gli valse il titolo di doctor Incarnationis e che è considerata ancora valida dai teologi cristiani contemporanei.
Perseguitò i novaziani, gli ebrei ed i pagani, sino a quasi annientarne la presenza nella città. Alcuni storici lo indicano come il mandante dell'omicidio della scienziata e filosofa neoplatonica Ipazia.
Diventato vescovo e patriarca di Alessandria nel 412, secondo lo storico Socrate Scolastico acquistò «molto più potere di quanto ne avesse avuto il suo predecessore» e il suo episcopato andò «oltre il limite consentito alla sfera sacerdotale». Cirillo giunse a svolgere anche un ruolo dalla forte connotazione politica e sociale nell'Egitto greco-romano di quel tempo. Le sue azioni sembrano essersi ispirate al criterio della difesa dell'ortodossia cristiana a ogni costo: espulse gli ebrei dalla città; chiuse le chiese dei novaziani, confiscandone il vasellame sacro e spogliando il loro vescovo Teopempto di tutti i suoi possedimenti; entrò in grave conflitto con il prefetto imperiale Oreste.

## Biografia
Nel 403 accompagnò lo zio Teofilo, vescovo di Alessandria, al concilio di Encina, presso Calcedonia. Alla morte dello zio, 15 ottobre 412, fu eletto vescovo di Alessandria, malgrado l'opposizione di molti che lo giudicavano violento e autoritario come lo zio; Socrate Scolastico riferisce che Cirillo «inaugurò un episcopato ancora più simile a un principato di quello dello zio» (Teofilo, che aveva distrutto il Serapeo nel 391]) e «a partire da lui il soglio episcopale di Alessandria cominciò a condizionare il potere dello stato oltre il limite consentito alla sfera sacerdotale».
Cirillo si mostrò violento e autoritario contro i novaziani, gli ebrei (fece distruggere la colonia ebraica di Alessandria) e persino col governatore imperiale d'Egitto Oreste.
Si oppose alle tesi cristologiche di Nestorio inviando una lettera pastorale a tutti i fedeli nel 429, una lettera enciclica ai monaci egiziani ed ebbe una corrispondenza con lo stesso Nestorio invitandolo invano a ritrattare le proprie tesi. Nestorio e Cirillo si appellarono a papa Celestino I, che convocò un concilio a Roma, in cui Nestorio fu condannato e minacciato di deposizione se non avesse ritrattato entro dieci giorni le proprie teorie. Cirillo fu incaricato di trasmettere a Nestorio la lettera di diffida del papa, alla quale aggiunse la formula di fede approvata nel 430 in un sinodo ad Alessandria e una lista di dodici anatemi. Di fronte al mancato accordo, l'imperatore Teodosio II (408-450) convocò nel 431 un concilio a Efeso che dopo varie e opposte decisioni, condannò Nestorio.
È considerato il più importante padre della Chiesa alessandrina dopo Atanasio di Alessandria, venerato dalla Chiesa ortodossa, dalla Chiesa copta e dalla Chiesa cattolica.

### Morte di Ipazia
Dalle cronache di Socrate Scolastico (scrittore cristiano), risulta che nel 414 ci furono violenze contro i cristiani ad opera di ebrei, alle quali Cirillo reagì cacciando gli ebrei da Alessandria e trasformando in chiese le sinagoghe. Entrò inoltre in conflitto con il praefectus augustalis (prefetto della città), Oreste. Questi era stato assalito da alcuni parabolani, fanatici cristiani, ed era stato ferito con una pietra. Il colpevole, un tale Ammonio, venne torturato fino alla morte, ma Cirillo gli tributò solenni onori funebri, attribuendogli il titolo di martire.
Nel marzo del 415 un gruppo di cristiani, guidati dal lettore Pietro, sorprese Ipazia (filosofa neo-platonica, matematica e astronoma pagana) mentre ritornava a casa, la tirò giù dalla lettiga, la trascinò nella chiesa costruita sul Cesareion e la uccise brutalmente, scorticandola fino alle ossa (secondo altre fonti utilizzando ostrakois - letteralmente "gusci di ostriche", ma il termine era usato anche per indicare tegole o cocci), e trascinando i resti in un luogo detto Cinarion, dove furono bruciati.
Annota Socrate Scolastico: 
(Socrate Scolastico, Storia ecclesiastica, Libro VII, cap. 15, PG 67 col 769)
Cirillo era grandemente apprezzato da Pulcheria, sorella dell'imperatore Teodosio II, ancora minorenne all'epoca dei fatti. L'inchiesta per l'uccisione di Ipazia si risolse con un nulla di fatto, ma i temuti parabolani, chierici "barellieri", che costituivano di fatto una sorta di milizia privata del vescovo, vennero posti sotto l'autorità del prefetto, in seguito a una richiesta della comunità di Alessandria. La vicenda si concluse con l'ordinanza imperiale del 3 febbraio 418 con cui i parabolani vennero di nuovo affidati al vescovo di Alessandria, che all'epoca era ancora Cirillo.
La versione dei fatti di Socrate Scolastico è considerata una versione "cristiana moderata", che si allineava al punto di vista dell'Impero bizantino. Invece, la versione "cristiana radicale" dei fatti è tramandata cento anni dopo dal vescovo Giovanni di Nikiu, che si allineava alle posizioni copte, favorevoli a Cirillo. Secondo Giovanni di Nikiu, Ipazia era da considerare una strega e la sua eliminazione era un titolo di merito per il vescovo Cirillo di Alessandria.
Quando trovarono il luogo dove era, si diressero verso di lei e la trovarono seduta su un'alta sedia. Avendola fatta scendere, la trascinarono e la portarono nella grande chiesa chiamata Caesarion. Questo accadde nei giorni del digiuno.
Poi le lacerarono i vestiti e la trascinarono attraverso le strade della città finché lei morì. E la portarono in un luogo chiamato Cinaron, e bruciarono il suo corpo. E tutte le persone circondarono il patriarca Cirillo e lo chiamarono "il nuovo Teofilo" perché aveva distrutto gli ultimi resti dell'idolatria nella città.»
(Giovanni di Nikiu, Cronaca)
Sempre cent'anni dopo i fatti, il filosofo pagano Damascio, nella sua Vita di Isidoro, individua nell'invidia di Cirillo per l'autorevolezza di Ipazia la ragione del linciaggio, che sarebbe stato da lui stesso organizzato e ordinato.
Una versione pagana più "moderata" dell'omicidio di Ipazia è data da Esichio di Mileto
La versione dei fatti che prende il sopravvento è quella del cristiano Giovanni Malalas: la sua Cronografia era vicina al clero di corte, ma soprattutto alla chiesa di Antiochia, abitualmente ostile a quella di Alessandria.

## Opere
Le sue opere sono raccolte in dieci volumi della Patrologia Greca del Migne (PG 68-77). Sull'adorazione e il culto, 17 libri; Glaphyra, 13 libri; Commento al Vangelo di Giovanni, 12 libri di cui due perduti; Commenti a Isaia e ai dodici profeti minori. Contro gli ariani scrive il Thesaurus de sancta et consubstantiali Trinitate e il De sancta et consubstantiali Trinitate. Contro i nestoriani scrive Adversus Nestorii blasphemias contradictionum libri quinque, Apologeticus pro duodecim capitibus adversus Orientales episcopos, Epistula ad Evoptium adversus impugnationem duodecim capitum a Theodoreto editam e la Explicatio duodecim capitum Ephesi pronuntiata; si conservano poi tre lettere a Nestorio, delle quali la seconda e la terza furono approvate nel concilio di Efeso del 431, nel concilio di Calcedonia del 451 e dal Concilio di Costantinopoli II del 553; sua è la lettera indirizzata a Giovanni di Antiochia, detta Simbolo efesino, approvata nel concilio di Calcedonia.
Degli ultimi anni sono i dieci libri conservatisi della Pro sancta Christianorum religione adversus libros athei Juliani, contro l'imperatore romano Giuliano (360-363).

## Dottrina cristologica e il concilio di Efeso
Diversamente dai teologi di Antiochia, di scuola aristotelica, che mettevano in risalto l'umanità di Cristo e l'unione delle sue due nature, rimaste integre in una sola persona, Cirillo, alessandrino e perciò di scuola platonica, dà l'assoluta precedenza alla divinità di Cristo. Il Logos divino è l'unico vero centro di azione in Cristo. Diversamente dalla scuola antiochena, che accentuava l'autonomia della natura umana, fino a farla diventare un secondo soggetto accanto al Logos, Cirillo non si riferisce mai a un soggetto umano o a un distinto principio operativo.
In Cristo vi è la perfetta unità del Verbo nella carne: l'uomo è il Verbo, ma il Verbo in quanto unito a un corpo. Per cui, pur rimanendo le due nature distinte e non confuse, in forza dell'unione si può predicare della divinità quanto è dell'umanità e viceversa. È un errore parlare di unione secondo sussistenza (enosis kat' hypostasin) o unione secondo natura (enosis kata physin), dal momento che Cirillo, erroneamente, non pone distinzione tra i due termini; il teologo alessandrino afferma che l'unione delle due nature è un'unione fisica (enosis physikee), non morale.
Per spiegare l'unione delle due nature nell'unica persona di Cristo, Cirillo rifiuta i termini di coabitazione, congiunzione o relazione nonché di avvicinamento e di contatto (synapheia), come dicono gli antiocheni, e giudica insufficiente anche il termine unione (henosis) perché potrebbe sottintendere che Cristo sia un uomo che porta Dio, un «teoforo» (theophoron anthropon).
La sintesi della cristologia cirilliana è data dalla formula «un'unica natura del Dio Logos incarnata» (mia physis tou Theou logou sesarkomenee), che Cirillo riteneva di Atanasio, ma che in realtà era ripresa dalla lettera di Apollinare a Crioviano.
Confutando Nestorio, si oppone all'espressione di «Maria madre di Cristo» (Christotokos) e sostiene quella di «Maria madre di Dio» (Theotokos) perché equivale ad affermare che in Cristo vi è una sola persona, quella del Figlio di Dio: «Siccome la Vergine generò secondo la carne Dio unito personalmente alla carne, diciamo che ella è madre di Dio, non nel senso che la natura del Verbo prese dalla carne l'inizio della sua esistenza ma nel senso che, avendo il Verbo assunto personalmente la natura umana, accettò di essere generato dal suo seno secondo la carne».
Le due nature, divina e umana, sono in Cristo distinte (e non confuse in una sola persona divina): per cui, possono predicarsi della persona divina di Cristo tutte le proprietà della natura umana e dire anche che Dio nasce, patisce e muore. Se dunque si può dire che Dio nasce, allora Maria è madre di Dio.
Per dirimere la disputa teologica fu convocato il concilio di Efeso (431) dove vennero invitati i vescovi di Oriente e di Occidente. Alla data fissata per il concilio non erano ancora giunti ad Efeso alcuni vescovi orientali, sia i legati del papa. Nonostante questo Cirillo premette affinché il concilio venisse aperto ugualmente, contro la volontà del rappresentante imperiale.
Così lo storico del Cristianesimo Salvatore Pricoco sugli avvenimenti del Concilio di Efeso:
(Salvatore Pricoco. Da Costantino a Gregorio Magno, in Storia del cristianesimo. Vol.I a cura di Giovanni Filoramo e Daniele Menozzi. Bari, Laterza, 2008, pag. 346-7. ISBN 978-88-420-6558-6)
In modo analogo, dopo aver ricordato l'"aggressiva durezza" di Cirillo nei confronti di ebrei e novaziani, il teologo domenicano Antonio Olmi chiosa la discutibile condotta del vescovo nella circostanza del Concilio:
(Antonio Olmi. Il consenso cristologico tra le chiese calcedonesi e non calcedonesi. Roma, Pontificia Università Gregoriana, 2003, pag.87.)
Tuttavia il Concilio di Efeso è stato riconosciuto tra quelli ecumenici dalle Chiese conciliari, infatti il Concilio di Costantinopoli II del 553 d.C. condannò la lettera che da una parte accusava il Concilio efesino di aver condannato Nestorio senza il dovuto esame e dall'altra definiva "contrari alla retta fede" i dodici capitoli di Cirillo difendendo così le posizioni di Teodoro e Nestorio.
Cirillo d'Alessandria ricevette quindi un decisivo riconoscimento riguardo alle sue dottrine da parte del Concilio di Costantinopoli II del 553 d.C., il quale decretò:
(Anatematismo XIV, ENCHIRIDION SYMBOLORUM Denzinger et Schoenmetzer 437)
Questo fatto conferma che già nel VI secolo egli era considerato santo dalle Chiese conciliari.

## Mariologia
Nel 1917, il medievista M. R. James recensì un apocrifo copto reso pubblico dalla catalogazione del British Museum due anni prima. Esso riportava il ventesimo discorso di Cirillo in onore della Vergine Maria. Il testo descrive il colloquio con l'eretico Annarichos di Maioma secondo il quale già in Paradiso san Michele sarebbe stato scelto da Dio Padre come custode (in greco: δύναμις, dýnamis) del Figlio Unigenito. Secondo il testo, quando il Verbo decise di incarnarsi in mezzo agli uomini, la dýnamis celeste di nome Michele sarebbe discesa sulla terra incarnandosi in un corpo femminile chiamato Maria la quale dopo sette mesi avrebbe dato alla luce il Signore. Cirillo ribatté: «Dove sta scritto nei Vangeli che la santa Vergine Maria sarebbe una dýnamis?».
L'autenticità del manoscritto attesta l'esistenza di una dottrina della nascita verginale di Gesù Cristo, di una dottrina dell'angelo custode inteso come dýnamis e in particolare di san Michele venerato come angelo custode di Gesù, ma anche la confusione esistente all'epoca circa la natura di Maria, una creatura umana della quale i Vangeli canonici non descrivevano la famiglia di provenienza. Anche da lì poteva nascere il dubbio di una sua sostanza angelica, che sarebbe stato escluso con forza dal Padre della Chiesa.

## Dottrina dello Spirito Santo
Fino agli anni '80, il pensiero di san Cirillo era noto principalmente per la dottrina dell'Incarnazione e della duplice natura divino-umana di Gesù Cristo-Dio. Gli studi di Marie-Odile Boulnoi e del padre gesuita Brian E. Daley hanno posto in rilievo il ruolo della pneumatologia dinamica negli scritti del padre alessandrino, con particolare riferimenti ai dialoghi. In sostituzione del termine "divinizzazione" (theopoieo), diffuso nel V secolo,  nel linguaggio teologico vengono riproposti concetti come grazia (charis), partecipazione (metexcho) e comunione (koinonia), per indicare che la consustanzialità dello Spirito Santo alle altre due Divine Persone permette al Paraclito di condurre i fedeli ad una piena relazione con Cristo, colmata dei Suoi doni divini.

## La sua tabella pasquale di 114 anni
Cirillo dedicò al devoto imperatore cristiano Teodosio II (AD 408-450) la sua tabella pasquale. È anche importante notare che la tabella pasquale di Cirillo era munita di una struttura di base metonica nella forma di un ciclo lunare metonico di 19 anni adottato da lui verso l’anno 425, che era molto diverso dal primissimo ciclo lunare metonico di 19 anni inventato verso l’anno 260 da Anatolio di Laodicea, ma esattamente uguale al ciclo lunare che era stato introdotto verso l’anno 412 da Anniano di Alessandria; l'equivalente giuliano di questo ciclo lunare alessandrino adottato da Cirillo e oggi chiamato il ‘ciclo lunare (alessandrino) classico di 19 anni’ apparirà di nuovo solo molto più tardi: un secolo più tardi a Roma come la struttura di base della tabella pasquale di Dionigi il Piccolo (verso l’anno 525) e altri due secoli più tardi in Inghilterra come la tabella di Pasqua di Beda il Venerabile (verso l’anno 725).

## Filmografia
- Agorà